# Joseph Lipman

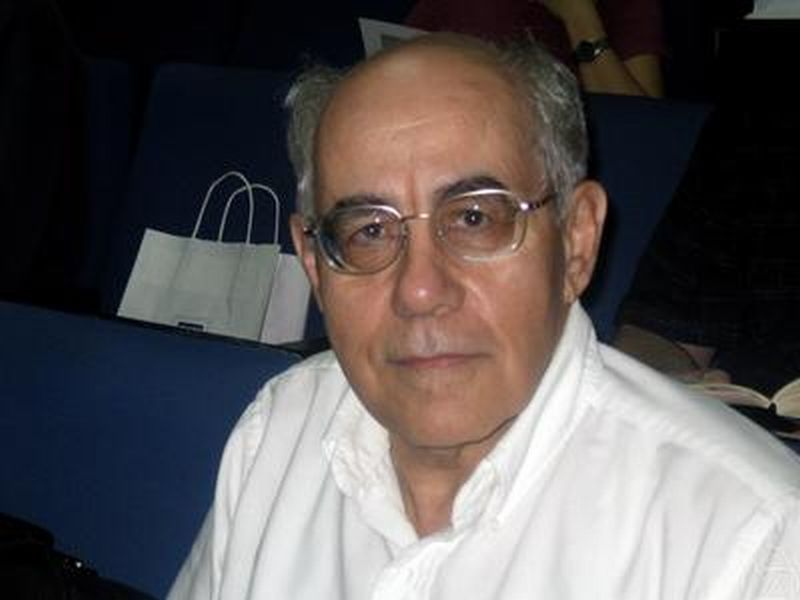
Joseph Lipman, Segovia 2006

Joseph Lipman (* 15. Juni 1938 in Toronto) ist ein kanadisch-US-amerikanischer Mathematiker, der sich mit algebraischer Geometrie befasst.
Lipman studierte an der University of Toronto mit dem Bachelor-Abschluss 1960 und an der Harvard University, an der er 1961 seinen Master-Abschluss machte und 1965 bei Oscar Zariski promoviert wurde (Quasi-ordinary singularities of embedded surfaces). 1965 wurde er Assistant Professor an der Queen’s University in Kingston und 1966 an der Purdue University, an der er 1971 Professor wurde. Von 1987 bis 1992 leitete er dort die Mathematikfakultät.
Er war Mitglied des MSRI und Gastwissenschaftler an der University of Cambridge und der Universität Nizza sowie Gastprofessor an der Columbia University und der Harvard University. Er befasst sich mit Singularitätentheorie.
1982 erhielt er den Jeffery-Williams-Preis. Er ist Fellow der American Mathematical Society.
Er ist US-amerikanischer Staatsbürger. Lipman ist seit 1962 verheiratet und hat zwei Kinder.

## Schriften
- Collected Papers of Joseph Lipman. Queen's Papers in Pure and Applied Mathematics, vol. 117, Queen’s University Press, Kingston, Ontario, 2000.
- Herausgeber mit Herwig Hauser, Frans Oort, Adolfo Quirós: Resolution of singularities. A research textbook in tribute to Oscar Zariski. Birkhäuser, Basel 2000, ISBN 3-7643-6178-6. (Progress in Mathematics. Band 181.)
- Introduction to the resolution of singularities, in David Mumford Algebraic Geometry (Arcata 1974), Proc. Symp. Pure Math. 29, American Mathematical Society 1975
- Desingularization of two-dimensional schemes, Annals of Mathematics, Band 107, 1978, S. 151–207